# Charlotte Buck
Charlotte Buck (* 15. Februar 1995) ist eine Ruderin aus den Vereinigten Staaten.
Charlotte Buck begann an der High School in Nyack mit dem Rudersport. Sie gehörte zur Achter-Crew an der Columbia University.
Im Vorlauf der Olympischen Spiele in Tokio siegte der US-Achter in der Besetzung Jessica Thoennes, Charlotte Buck, Gia Doonan, Brooke Mooney, Olivia Coffey, Regina Salmons, Meghan Musnicki, Kristine O’Brien und Steuerfrau Katelin Guregian. Im Finale erreichte der US-Achter den vierten Platz. Bei den Weltmeisterschaften 2022 belegte Buck mit dem Achter den vierten Platz. Ein Jahr später bei den Weltmeisterschaften in Belgrad siegte der rumänische Achter vor der Crew aus den Vereinigten Staaten. Buck gehörte auch 2024 zum US-Achter, der bei den Olympischen Spielen in Paris den fünften Platz belegte.